# Hoppál Péter
Hoppál Péter (Budapest, 1972. november 15. –) magyar politikus, egyházzenész, egyetemi oktató, 2006–2014 között pécsi önkormányzati, 2009 óta országgyűlési képviselő. 2014-től 2018-ig a harmadik, majd 2022–2023-ban az ötödik Orbán-kormány kultúráért felelős államtitkára.

## Élete
Általános iskolai és gimnáziumi tanulmányait Pápán végezte, előbb az Erkel Ferenc Ének-Zenei Általános Iskolában, majd a Petőfi Sándor Gimnáziumban. Hat éves korától kezdve érettségiig a pápai Bartók Béla Zeneiskola növendéke volt hegedű-, zongora- és harsona tanszakokon. 1996 és 1998 között a Pécsi Művészeti Szakközépiskolában zeneszerzést tanult Győrffy Istvánnál. Első diplomáját a pécsi JPTE (ma PTE) Művészeti Karán szerezte 1997-ben, középiskolai ének-zenetanár, karvezető szakon. Főtárgy tanára Tillai Aurél Kossuth-díjas karnagy, egyetemi tanár volt. A diploma megszerzése előtt egy évig demonstrátorként dolgozott Vidovszky László Kossuth-díjas zeneszerző, egyetemi tanár mellett. 2005-ben a Budapesti Műszaki és Gazdaságtudományi Egyetemen közoktatás vezetői oklevelet szerzett.
2006-ban a budapesti Liszt Ferenc Zeneművészeti Egyetemen egyházzenéből DLA címet szerzett. Programvezetője Dobszay László Széchenyi-díjas egyetemi tanár, témavezetője Szendrei Janka egyetemi tanár voltak. 2009-ben a Pécsi Tudományegyetem Közgazdaságtudományi Karán MBA szakokleveles menedzser diplomát szerzett.
1995 és 2010 között a Pécsi Református Kollégium Gimnáziuma, Általános Iskolája és Óvodája tanára, 2002-től 2010-ig az intézmény főigazgatója volt. Egy évtizeden át a Pécsi Tudományegyetem óraadó tanára volt, 2017-től a PTE Művészeti Karának egyetemi adjunktusa.

## Közéleti tevékenység
A polgári körök 2002-es megalakulásakor kezdett aktívan politikával foglalkozni. 2004-ben az akkor létrejött Fidesz Kulturális Tagozat tagja lett. 2006-ban az Élő Pécs Társasága ötletadója és alapítója. Ugyanebben az évben Pécs Megyei Jogú Város egyéni önkormányzati képviselőjévé választották, 2010-ig a Kulturális Bizottság tagja és frakcióvezető-helyettes volt. A 2010-es pécsi helyhatósági választásokon újra megválasztották egyéni képviselővé. A Közgyűlésben 2010. és 2014. között a Fidesz-KDNP frakcióvezetője, valamint az Oktatási és Kulturális Bizottság elnökeként dolgozott. 2009-ben a Fidesz Baranya megyei listájáról országgyűlési képviselői mandátumot kapott, az Ifjúsági-, Szociális és Családügyi Bizottság tagja volt. 
2010-ben Baranya 01. sz., Pécs központú választókerületében az országgyűlési választás első fordulójában egyéni képviselői mandátumot szerzett. Négy éven keresztül az Oktatási, Tudományos és Kutatási Bizottságnak és az Európa Tanács Parlamenti Közgyűlése Magyar Delegációjának tagja, az Interparlamentáris Unió Magyar Nemzeti Csoportja Magyar-Kanadai Baráti Tagozatának elnöke volt. Az Országgyűlés Nemzeti Összetartozás Bizottságának alapító tagjaként is dolgozott 2011–2014-ig. 2013–2014-ben a Fidesz országos szóvivője.
2014-ben a Baranya megyei 2. sz. országgyűlési egyéni választókerületben az országgyűlési választásokon újra egyéni mandátumot szerzett, tagja lett az immár 199 fős új országgyűlésnek.
2010 óta a Fidesz Pécsi Csoportjának elnöke.
2014 és 2018 között a harmadik Orbán-kormányban az Emberi Erőforrások Minisztériuma kultúráért felelős államtitkára.
2018-ban Baranya 02-es sz. választókerületben harmadszor is egyéni országgyűlési képviselői mandátumot szerzett, az Országgyűlés Kulturális Bizottságának alelnöke lett. Ebben a ciklusban az Országgyűlés Magyar-Japán, illetve a Magyar-Iráni Baráti Csoportjának elnöke. 2018-2022 között az Emberi Erőforrások Minisztériuma kulturális alapellátásért felelős miniszteri biztosa volt.
2021. június 12-én az Európa-bajnoki mérkőzések során letérdelő ír játékosok kapcsán megosztott Facebook-bejegyzésében a letérdelés és a náci karlendítés között vont párhuzamot, és a rasszizmus ellenes szimbolikus gesztust, a letérdelést „liberálfasisztának” minősítette.
2022-ben a Baranya 02-es sz. Pécs-komlói választókerületben az ellenzéki összefogással szemben is győzött, újra egyéni országgyűlési képviselői mandátumot szerzett. Újra megválasztották az Országgyűlés Magyar-Japán Baráti Csoportja elnökének. 
2022 májusától 2023 februárjáig az ötödik Orbán-kormányban az újonnan megalakult Kulturális és Innovációs Minisztérium kulturális diplomáciai feladatokkal kibővült kultúráért felelős államtitkára. Államtitkári pozíciójából 2023 január végén távozott. 
Ezt követően először kiemelt kulturális ügyekért felelős miniszteri biztosként dolgozott, majd a 2024-es közös magyar-török kulturális évad előkészítéséért és lebonyolításáért felelős kormánybiztos lett. 2025-ben újabb kormánybiztosi megbízást kapott, a magyar-török tudományos és innovációs évet koordináló kormánybiztosságot vezeti.

## Díjai
Művészeti és tanári tevékenységéért Dizseri Sándor díjban és a Magyarországi Református Egyház Zsinata Imre Sándor díjában, valamint Baranya megye és Mohács Város kitüntetésében részesült. Az Egyesült Államokban Tennessee Állam Szenátusa dicsérő oklevelét, valamint Abingdon város és Johnson City kulcsát és dicsérő oklevelét kapta.
2014 óta a Károli Gáspár Református Egyetem címzetes főiskolai tanára.
Politikai tevékenységéért a Székely Nemzeti Tanács 2012-es Gábor Áron díját kapta meg az Európa Tanács PKGY Magyar Delegáció tagjaként végzett munkájáért. 2012. október 23-án a Magyar Politikai Foglyok Szövetsége a "Forradalom bölcsője" emlékérmet Hoppál Péternek adományozta.
2014-ben Kozármisleny Város Díszpolgára lett.
2024-ben japán külügyminiszteri kitüntetésben részesült a két ország közötti kulturális diplomáciai és parlamenti diplomáciai kapcsolatok elmélyítésében végzett munkájáért, melyet Ono Hikariko, Japán budapesti nagykövete adott át. https://www.magyarhirlap.hu/kulfold/20241218-japan-kulugyminiszteri-kituntetest-vett-at-hoppal-peter

## Fontosabb publikációk
1. A pécsi graduáltanfolyam tanulságai in: Zsoltár, IV. évf. 4. szám, 1997. tél
2. A Három árva népballada - publikálatlan változat in: Somogy, 26. évf. 4. szám 1998. július-augusztus
3. A hiányzó láncszem: A Bánffyhunyadi Passió in: Magyar Egyházzene, V. évf. 4. szám, 1997/1998.
4. Az egyházi ének-zene ügye iskoláinkban. In: Magyar református nevelés, I. évf. 6. szám, 2000
5. Handschriftliche Gesangbücher aus 17-19. Jahrhundert in unitarischen Parochien Homorod und Küküllő (Târnava) entlang. In: Studii de Imnologie, a Temesvári Egyetem konferenciakötete, 2002
6. 17-19. századi kéziratos énekeskönyvek a Homoród- és Küküllő menti unitárius parókiákon in: Magyar Egyházzene, IX. évf. 3-4. szám, 2001/2002.
7. A magyar nyelvű passió írott, nyomtatott és hangzó forrásai. In: Socia exsultatione – A Rajeczky Benjamin születésének 100. évfordulóján tartott tudományos ülésszak előadásai, MTA – LFZE Egyházzenei Intézet, Bp., 2003
8. Liturgikus örökségünk és sorsa. In: Zsoltár, X. évf. 2003. összevont szám
9. A Szabédi Graduál. In: Magyar Zene 2006/1.
10. Hoppál Péter – Bódiss Tamás: Egyházi ének / Kerettantervi ajánlás a református általános iskolák és középiskolák számára. Református Pedagógiai Intézet, Budapest, 2007. ISBN 978-963-9700-16-1
11. A magyar református iskolarendszer helye a magyar közoktatásban. In: Református pedagógus identitás 1. RPI, Bp., 2008
12. Az egyházi ének szerepe a 21. századi református közoktatásban. In: MRE Zsinat közoktatási stratégia 2008
13. A református iskolák partikula-rendszerének mai esélyei. In: MRE Zsinat közoktatási stratégia 2008
14. Éneklés az iskolában, az egyházi ének szerepe a 21. századi református közoktatásban. In: Mester és tanítvány 2009. november, 24. szám (Művészeti nevelés)
15. A gregorián passió magyar református hagyománya. In: Kálvin - Magyarság - Európa - nemzetközi multidiszciplináris konferencia, Publikon Kiadó, Pécs 2010.
16. Népzenetörténetünk réteglenyomatai Székelyföld dallamkincsében. In: Énlaka Konferenciák VII. Hagyomány, változatosság és változás a székely nyelvjárásban. F&F International Kft., Gyergyószentmiklós, 2020
17. Hoppál Péter: A magyar protestáns passió (2005-ös DLA doktori disszertáció átdolgozott kiadása, megjelenés előtt)

## Diszkográfia
1. Genfi zsoltárok – Pécsi Ref. Koll. Vegyeskara, km.: Hoppál Péter, Szerefi Ilona, Vas Bence. Vezényel: Hoppál Péter, 1996
2. Seid Gegrüsst! – (Az Országos Német Kisebbségi Önkormányzat reprezentatív CD-kiadványa) km.: Mohácsi Bartók Béla Vegyeskar, vezényel: Hoppál Péter 1997
3. In memoriam Bojtár László – km.: Mohácsi Bartók Béla Vegyeskar. Vezényel: Hoppál Péter, 1998
4. Szentegyházi dicséretek Huszár Gál énekeskönyvéből (1560) – Pécsi Ref. Koll. Vegyeskara, km.: Kobzos Kiss Tamás. Vezényel: Hoppál Péter, 1998
5. Jubileumviering Greijdanus College – Élő koncertfelvétel CD-je (Hollandia, Kampen 1999. 10. 22.) – Pécsi Ref. Koll. Vegyeskara, Greijdanus College Choir (Zwolle, Holland). Vezényel: Hoppál Péter és Bert Duijst, 1999
6. UniCum Laude – Válogatás az UniCum Laude 1995 és 1999 közötti felvételeiből, km. Hoppál Péter gitár, 1999
7. Laudate Dominum – Élő koncertfelvétel CD-je (Pécs, 2001. 10. 21.) – Pécsi Ref. Koll. Vegyeskara, Greijdanus College Choir (Zwolle, Holland) és pécsi egyházi kórusok, Vezényel: Hoppál Péter és Bert Duijst, 2001
8. A Pécsi Ref. Koll. Vegyeskarának és szólistáinak CD-je az iskola indulásának 10. évfordulójára. Vezényel: Hoppál Péter, 2001-2002
9. Református Énekek a Zeneakadémián IV. – Élő koncertfelvétel, km.: Fassang László, Berkesi Boglárka, Basky István. Vezényel: Arany János, Berkesi Sándor, Cseri Zsófia, Hoppál Péter, 2005
10. Ó és Új énekek – A Pécsi Református Kollégium kórusainak CD-je a P.R.K. Vegyeskara 10 éves jubileuma alkalmából. Km: Szamosi Szabolcs, vezényel: Duchnovszky Julianna, Hoppál Péter, 2005
11. Tillai 75 – Tillai Aurél szerzői estje 74. születésnapja alkalmából. Összkart vezényli: Hoppál Péter és Tillai Aurél, 2005
12. Református Énekek a Zeneakadémián V. – Élő koncertfelvétel, km.: Draskóczi László, Berkesi Boglárka, Basky István. Vezényel: Berkesi Sándor, Cseri Zsófia, Hargita Péter, Hoppál Péter, 2006
13. „30 év” a Mohácsi Bartók Béla Vegyeskar CD lemeze, 2007
14. Református Énekek (MŰPA) VIII. – Élő koncertfelvétel, km.: Varga László. Vezényel: Berkesi Boglárka, Arany János, Cseri Zsófia, Hoppál Péter, 2009
15. Református Énekek (MŰPA) XIV. - Élő koncertfelvétel, km.: Tóka Ágoston. Vezényel: Arany János, Berkesi Sándor, Márkus Zoltán, Török Ágnes, Hoppál Péter, 2015